# お姫様だっこ

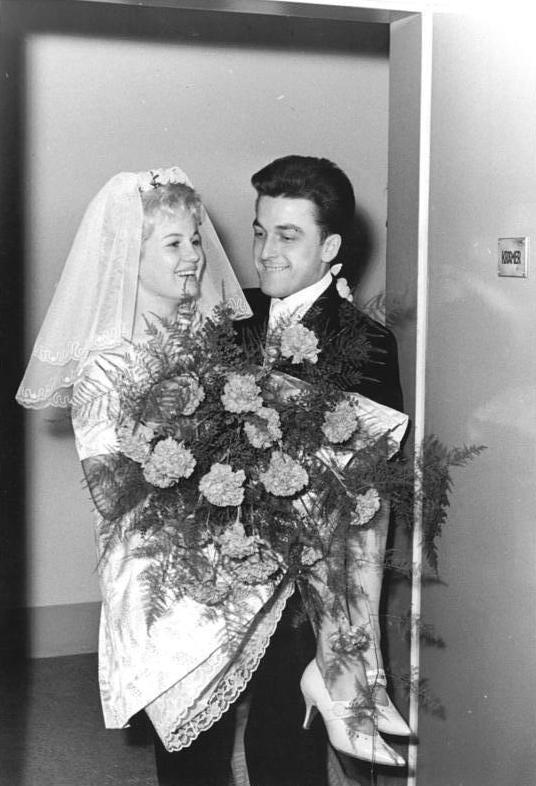
新婦をtragenする（持ち上げる）ドイツの新郎。これを現代日本人の感覚で言い換えたときに、「ドイツ人の新婦が新郎にお姫様だっこされている」などという言い回しになる。

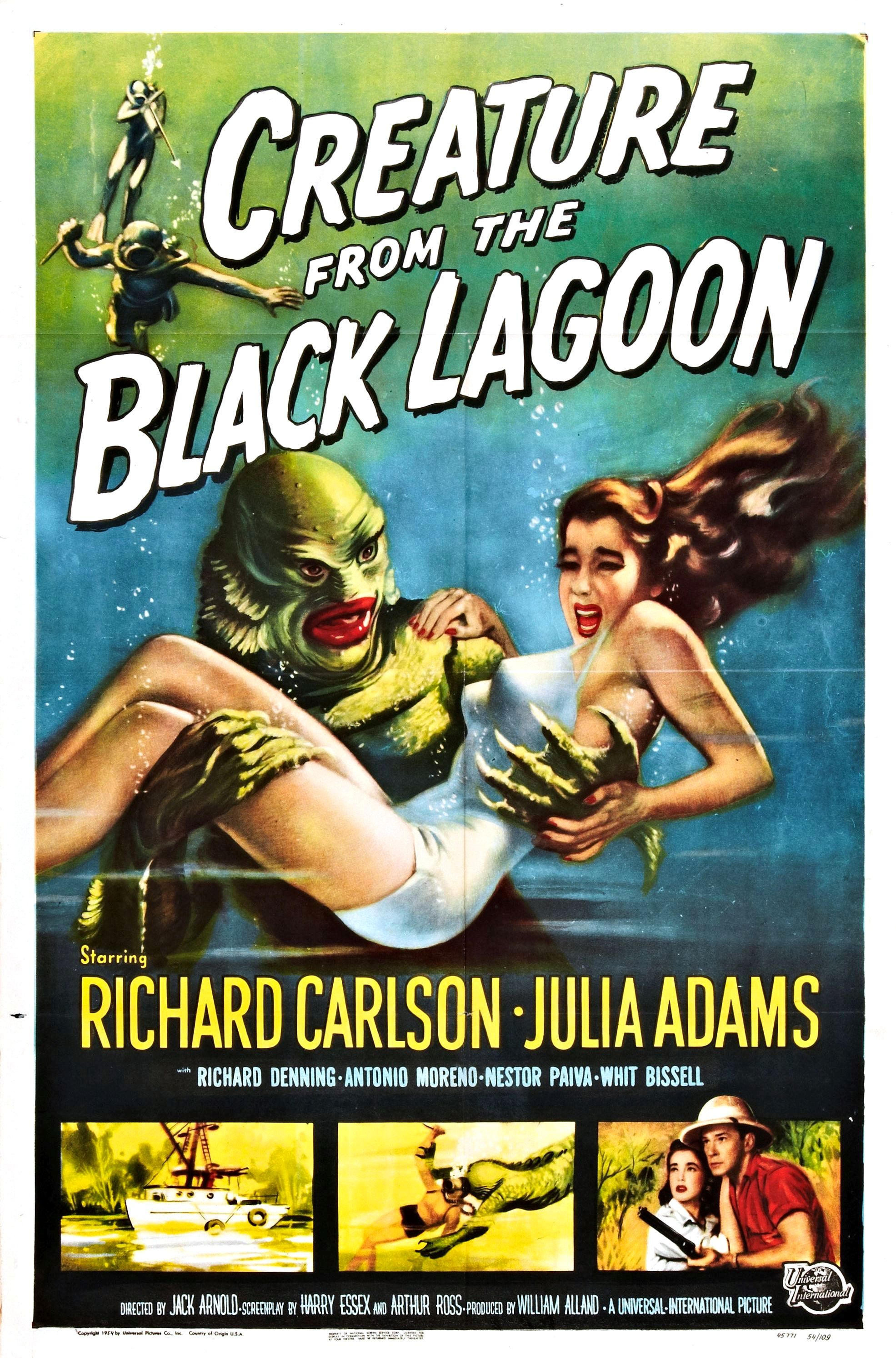
1954年製アメリカ映画『大アマゾンの半魚人』の劇場公開時ポスター

お姫様だっこ/お姫様抱っこ（おひめさま だっこ）とは、日本語において、抱っこ（だっこ。抱くこと、抱かれることをいう幼児語）から派生した「抱きかかえること、抱きかかえられること」の一形態を意味する、比較的新しい言語表現の一つ。
具体的には、抱きかかえられる側の人の体を横向きにしておき、抱き上げる側は脇を閉めつつ両腕を差し出して、対象者の上半身と下半身をそれぞれの腕で分担する形で支え持ち、腰を支点にして自分の腹の位置まで抱え上げるというもの。
人体の構造を考えれば人類として無理の無い持ち上げ方であるが、言語表現としては新しい。童話などから王子様がお姫様を抱きかかえたところから始まり、20世紀の二次元的サブカルチャー（大衆文学、雑誌、映画、漫画〈特に少女漫画〉、アニメなど）において「高貴な姫」に等しい特別扱いを受けるヒロインがヒーローからも悪役からもこの抱き方をされることが多かったため、憧れを含意してその名で呼ばれるようになった。少なくとも大正時代には既存した「横抱き」が類義語としてあるが、「横抱き」は「小脇にかかえる」所作を含んでいるため、「お姫様だっこ」より広義であり、したがって「お姫様だっこ」は「横抱き」の下位に分類されるべき形態と言える。なお、「抱っこ」および「横抱き」と違って生まれの若い「お姫様だっこ」という語は、日本語学者・米川明彦が2003年（平成15年）に言及した時点でまだ俗語の段階にある。
外国語にはこの概念を表す語が存在しないため、例えば英語では "carrying a person in one's arms" 以上に詳しく言い換えるとなると個々人の考え次第と言うほかに無く、前置きも何も無く "princess" を使えば齟齬が生じかねない。また、"bridal carrying" という言い回しは新婚夫婦に限定された抱き上げを指すことになるため、「お姫様だっこ」の訳語には当たらないが、結果的の類義ということにはなる。しかしながら、今日ではprincess carryと言うそのままの単語が使用されている。

## 概要
一般では結婚式を終えてハネムーンに旅立つ新郎が新婦を抱きかかえて幸せをアピールするポーズとしても広く知られているが、元々は古代ローマの風習で、新郎新婦が新居に入る際に花嫁が入り口から屋内まで抱きかかえられたまま運ばれたことに由来する。これは花嫁が入り口でつまづくことが凶兆であるとみなされたことにちなみ、こういった風習は現代の洋風結婚式に継承され、これが日本にも伝わったものと解される。
持ち上げる際には、被運搬者が運搬者の肩越しに腕を首の後ろに回して反対側の肩につかまり、運搬者側は被運搬者の背面から腕を回して胴体を支えると共に、膝の下に差し入れた腕で足を支える。なおこの際、運搬者の腕は水平からやや前方の方が持ち上がった状態となり、加えて立った時の重心はやや後方にずらす。当然のことながら運搬者の腕力が被運搬者の重量より強くなければならない、負担の大きい持ち上げ方である。なお、運搬者と被運搬者の体の密着度が高いほど安定性が増し、運搬者の負担は低くなる。
2014年（平成26年）以降の日本では、20歳代を中心とする若い女性の間で大相撲ファンが急増したが、この現象における「相撲好き女子」を略して「スー女」といい、彼女達は憧れの力士にお姫様だっこをしてもらうことを夢に描いている。日本相撲協会が主催する「お姫様抱っこイベント」はスー女人気に対応して生まれた。 

## 介護とだっこ
この運搬方法はロマンチックな側面だけではなく、介護の現場でも被介護者が入浴や用便の際や、移動に際して車椅子に乗せ替える場などでも見受けられる。しかしこの運搬方法は持ち上げる際に、運搬される側の相手が健康であれば腕の力のほかにも腹筋や背筋・脚力を使って運搬者に飛び付いて「運びやすい」よう協力できるものの、高齢者や病人の場合にはこういった協力が難しいこともあり、寝床から持ち上げる際には、運搬者側の腰に負担が掛かる。
ある程度慣れた者であれば重心移動もスムーズにでき、腕力もつくが、慣れない内は腰を傷めたり要介護者が投げ出されたりといった事故も懸念される。こと家庭内で高齢者が高齢者を介護する老老介護ではこういった問題から十分な看護ができず床ずれを起こしたり、介護者が腰を傷めて要介護者になってしまったりという問題も見られる。
この点で、介護者の力仕事を機械的にサポートしようというアプローチもあり、家庭内で簡易ホイスト（天吊クレーン）を利用したり、あるいはパワーアシストスーツを利用したりロボットに代行させるといった模索も見られる。
なお応急処置などの範疇では、負傷者や失神者を一人で運搬する方法はいくつかの様式があるが、安定性の良くないお姫様だっこで運搬することはむしろ稀で、いわゆる「ファイヤーマンズキャリー」と呼ばれる方法がよく知られているが、応急的なものでは危険からいち早く移動させるため「足は引きずる」ような運搬法も見られる。

## サブカルチャー
- 1. 世界初のSF専門パルプマガジン『アメージング・ストーリーズ』1951年9月号表紙。
- 2. 同じく、1952年4月号表紙。
- 3. 同じく、1952年11月号表紙。
- 4. SF専門パルプマガジン『ファンタジック・ユニバーサル（英語版）』1957年9月号表紙。

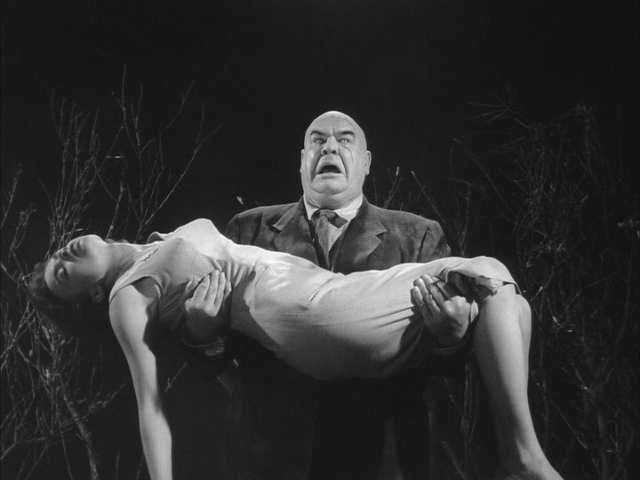
5
1959年公開のアメリカ映画『プラン9・フロム・アウタースペース』の1シーン。気絶した美女がアンデッド化した検査官（演者：トー・ジョンソン）に抱きかかえられている。

かつてのパルプマガジン（■右側に画像4点あり）やB級映画（■右側に画像1点あり）では、人間の悪役や人ならざる者（亜人、異星人、怪物、ロボット、その他）に拉致されるヒロイン、あるいは、ヒーローに救出されたヒロインの、定型化した抱きかかえられ方であった。右側の画像で言えば、2はヒーローに救出されたヒロイン、3・4・5は人ならざる者に拉致されるヒロインである。1は特殊なケースで、巨人女（※SFの世界ではジャンルとして確立している）が地球人男性を抱きかかえている。このような抱きかかえ方の代表例としては1954年公開のアメリカ映画『大アマゾンの半魚人』（■右上段に画像1点あり）を挙げることができ、映画秘宝のアートディレクターである高橋ヨシキはこの点に着目し、お姫様だっこを「半魚人持ち」と言い換えることを2002年（平成14年）3月26日に提唱した。
リチャード・ギアの出世作となった1982年公開のアメリカ映画『愛と青春の旅立ち』では、ヒーローとヒロインによる非常にロマンチックなお姫様だっことそこからのキス・シーンが映像化されて話題を呼んだ。
日本において、ギャルゲーなどおたく文化の範疇では2000年代辺りより、恋愛フラグの一種としても扱われるようになってきたため、お姫様に限らず女性全般を抱きかかえて持ち上げることを「お姫様だっこ」として扱う傾向も見られる。
お姫様抱っこは、持ち上げる側が貧弱では心もとなく、身体的接触に拒否感の無い相手同士でないと安定性が悪く危険であるという事情もあって、上に挙げた「恋愛フラグ」上では「持ち上げる側のたくましさのアピール」であると同時に抱きかかえられる側もまんざらではないという意味付けが見られる。これらではストーリー上、怪我をした場合や気絶した場合の運搬方法などで登場するが、前述したように長距離の運搬には向かず、一時的に持ち上げるための抱きかかえ方であるため、平均的体格の者同士の条件下ではあくまでもフィクションの延長的なものであると言えよう。